# روسولا أسترالية
روسولا أسترالية (الاسم العلمي: Russula australiensis) هي نوع من الفطريات يتبع جنس الروسولا من الفصيلة الروسولية               .	